# Joaquim Henrique Pereira Silva
Joaquim Henrique Pereira Silva (Nova Era, Minas Gerais, 28 de diciembre de 1998), más conocido como Joaquim, es un futbolista brasileño que juega como defensa centralen Tigres UANL de la Primera División de México. 

## Carrera

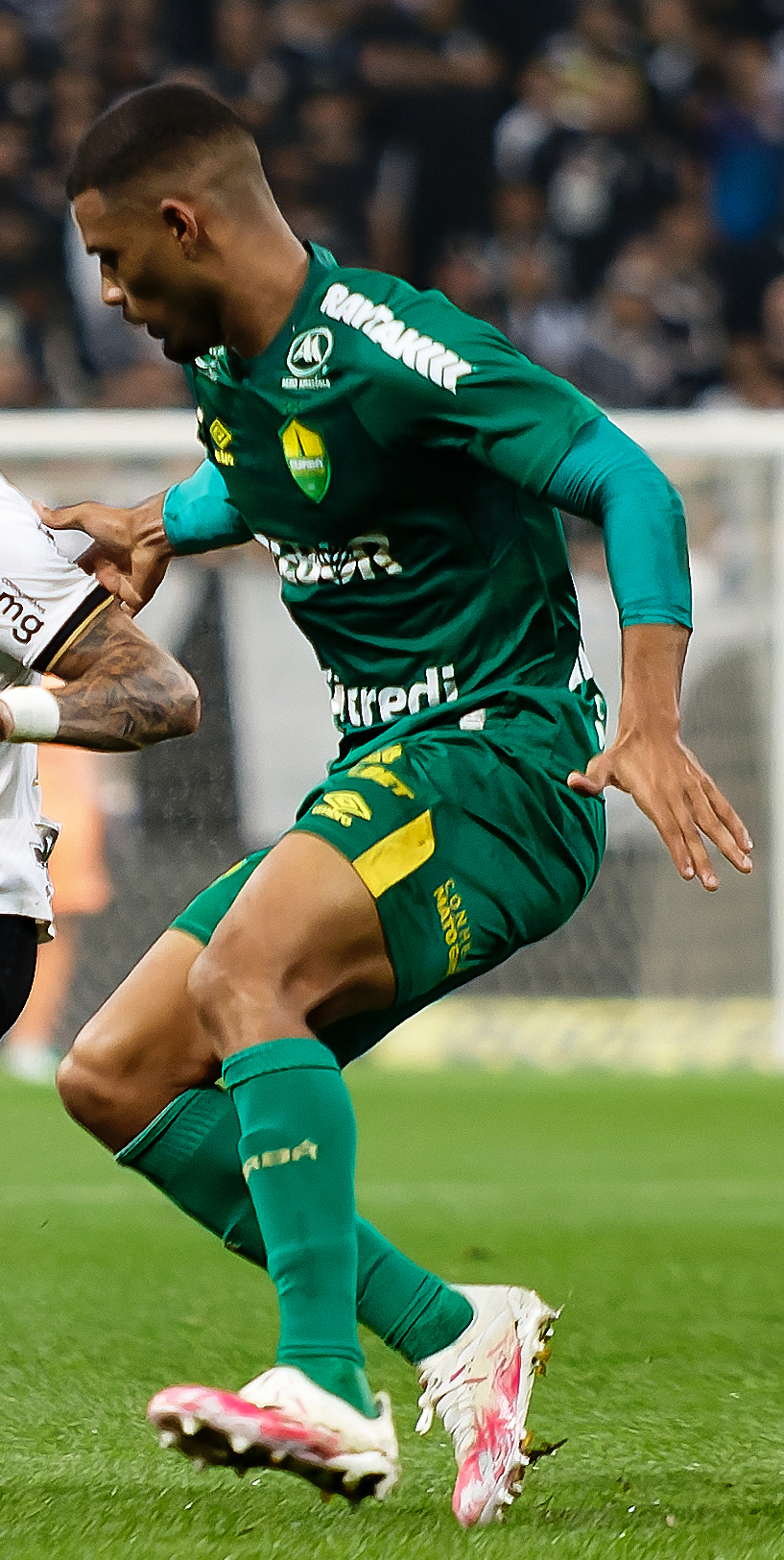
Joaquim Henrique con Cuiabá en 2022.

Nacido en Nova Era, Minas Gerais, Joaquim jugó en la URT antes de mudarse a Paulista Futebol Clube para la temporada 2019. Tras ganar la Segunda División del Campeonato Paulista (cuarta división) con el Gallo, se mudó a Murici Futebol Clube.
El 18 de septiembre de 2020, Joaquim fichó por el Esporte Clube São José y ganó otra vez la cuarta división del Paulistão con el Águila del Valle. El 3 de febrero siguiente, llegó a un acuerdo con el Botafogo-PB.

### Cuiabá
El 5 de mayo de 2021, Joaquim firmó un contrato hasta finales de 2023 con el Cuiabá Esporte Clube de la Serie A brasileña. Inicialmente fue asignado al equipo sub-23, antes de ser cedido al Botafogo-SP el 3 de enero de 2022.
Regresó al Cuiabá el 4 de abril, siendo definitivamente asignado a la plantilla principal. El 3 de agosto, tras convertirse en titular, renovó contrato hasta diciembre de 2026.
Terminó la temporada 2022 como titular indiscutible, ya que Cuiabá evitó el descenso.

## Clubes
| Club                 | País   | Año   | Partidos | Goles |
| -------------------- | ------ | ----- | -------- | ----- |
| URT                  | Brasil | 2018  | 1        | 3     |
| Paulista             | Brasil | 2019  | 26       | 34    |
| Murici               | Brasil | 2020  | 10       | 22    |
| São José             | Brasil | 2020  | 15       | 21    |
| Botafogo-PB          | Brasil | 2021  | 2        | 6     |
| Cuiabá sub-23        | Brasil | 2021  | 7        | 9     |
| Cuiabá               | Brasil | 2021- | 37       | 18    |
| Botafogo-SP (cedido) | Brasil | 2022  | 14       | 9     |
| Santos FC (cedido)   | Brasil | 2022  | 14       | 10    |
| Tigres UANL          | México | 2024  | 33       | 1     |